# Odpolední láska
Odpolední láska, v anglickém originále Love in the Afternoon, je americká romantická komedie režiséra Billyho Wildera z roku 1957, natočená podle románu Clauda Aneta Ariane. V hlavních rolích si zahráli Gary Cooper a Audrey Hepburnová. Výraznou postavu zde vytvořil i známý herec a šansoniér Maurice Chevalier.

## Děj
Claude Chavasse (Maurice Chevalier) je pařížský soukromý detektiv, jenž se zaměřuje především na manželské nevěry. I jeho dcera Ariane, violoncellistka a studentka konzervatoře (Audrey Hepburnová), se velmi zajímá o otcovo řemeslo. Když Ariane jednoho dne náhodou zjistí, že jeden z klientů jejího otce plánuje zabití svého soka, vydává se do akce.
Ariane spěchá do hotelu Ritz, kde se má setkat milenecký pár, a varuje dotyčného – amerického milionáře Flannagana (Gary Cooper) – před úmysly manžela jeho milenky. Když do pokoje vtrhne rozzuřený manžel, nalezne tam místo své ženy Arianu, která se vydává za Flannaganovu milenku.
Protřelý milovník je mladou dívkou nadšen a pozve ji k večernímu rendezvous s cikánskou kapelou, šampaňským a kaviárem. Ariane se nechce nechat strhnout a předstírá, že je stejně zkušená jako Flannagan, ve skutečnosti se však do přitažlivého milionáře ihned zamiluje. Flannagan odjíždí do New Yorku. Setkají se ale opět náhodou až po roce v opeře, když Flannagan opět navštíví Paříž. Při tomto setkání ale hraje ženu obletovanou mnoha milenci. Flannagan začne opravdu žárlit a objedná si pátrání po neznámé dívce u detektiva – shodou náhod právě u Arianina otce, ten situaci pochopí a osvětlí. Ariane se jde rozloučit s Flannaganem, který, věda, že Ariane je zcela nevinná, ji chce zanechat a odjíždí z Paříže. Na nádraží ale Ariane neodolá, nechá se strhnout do vlaku a oba spolu odjíždí z Paříže pryč.

## Hrají
- Gary Cooper – Frank Flannagan
- Audrey Hepburnová – Ariane Chavasse
- Maurice Chevalier – Claude Chavasse
- Van Doude – Michel
- John McGiver – Monsieur X
- Lise Bourdin – Madame X
- Bonifas– policejní komisař
- Claude Ariel – existencialista
- Jack Ary – milenec na pravé lavičce
- Charles Bouillaud – sluha v Ritzu
- Marcelle Broc – bohatá žena
- Odette Charblay – pekařova zákaznice
- Jeanne Charbley – pekařova zákaznice
- Olivia Chevalier – mladé děvče s květinami
- George Cocos – cikán
- Gilbert Constant – milenec na levé lavičce
- Leila Croft – švédské dvojče
- Valerie Croft – švédské dvojče
- Janine Dard – existencialistka
- Richard Flagy – manžel
- Victor Gazzoli – cikán
- Giadon – portýr v Ritzu
- Grégoire Gromoff – vrátný v Ritzu
- Gyula Kokas – cikán
- Michel Kokas – cikán
- Anne Laurent – sluha u Seiny
- Moustache – řezník
- Bernard Musson – pohřebák
- Jeanne Papir – žena
- Marcelle Praince – bohatá žena
- Jacques Préboist – milenec u Seiny
- André Priez – portýr v Ritzu
- Annie Roudier – pekařův klient
- Monique Saintey – milenec na levé lavičce
- Solon Smith – mladý chlapec s květinami
- Sylvain – pekař
- Alexandre Trauner – umělec
- Olga Valéry – host hotelu s psem
- Simone Vanlancker – milenec na pravé lavičce
- Audrey Young – brunetka v opeře
- Marc Aurian – milenec postříkaný kropicím vozem
- Vera Boccadoro – milenka postříkaná kropicím vozem
- Françoise Brion
- Guy Delorme – gigolo
- Filo – Flannaganův šofér
- Gloria France – řezníkův klient
- Charles Lemontier – generál
- Christian Lude – generál
- Léo Marjane – zpěvák ve francouzské verzi
- Eve Marley
- Georges Perrault – milenec postříkaný kropicím vozem
- Minerva Pious – služka v Ritzu
- Jean Rieubon – Tandemist
- Betty Schneider – milenka postříkaná kropicím vozem
- Michelle Selignac – vdova
- Franz Waxman

## Zajímavosti
- Původní konec – zobrazující pár odjíždějící vlakem – byl napaden cenzurou, takže musel být na závěr přidán hlas Arianina otce, oznamujícího, že pár byl sezdán a žije v New Yorku.
- Flannagana měl původně hrát Cary Grant, odmítl kvůli věkovému rozdílu s Audrey Hepburnovou.
- V hlavní mužské roli se měl původně objevit i Yul Brynner (což byl manžel největší celoživotní osobní přítelkyně Audrey Hepburn paní Doris Brynnerové)
- Dalším pohoršením pro cenzuru byl dojem toho, že pár se mnohokrát na svých setkáních v hotelu miloval. Proto musela být přidána Cooperova poznámka, která tento dojem vyvracela.

## Ocenění
- V roce 1958 byl Billy Wilder za snímek nominován na režijní cenu Directors Guild of America Award.
- Roku 1958 byl film nominován na tři Zlaté globy – za nejlepší film v kategorii komedie nebo muzikál, za nejlepšího herce v kategorii komedie nebo muzikál (Maurice Chevalier) a nejlepší herečku v kategorii muzikál nebo komedie (Audrey Hepburn).
- V roce 1958 získal film dva Zlaté Laurely – za nejlepší komedii a herečku (Audrey Hepburnová).
- Roku 1958 získal snímek Writers Guild of America Award za nejlepší scénář americké komedie (Billy Wilder a I.A.L. Diamond).